# Rubén Camarillo Ortega
Rubén Camarillo Ortega (Aguascalientes, Aguascalientes, 13 de noviembre de 1961) fue un político mexicano, miembro del Partido Acción Nacional desde 1995, fue diputado federal y senador por Aguascalientes.
Es ingeniero químico egresado del Instituto Tecnológico de Aguascalientes y tiene una maestría en Ciencias Tecnológicas del Petróleo y la Petroquímica en el Instituto Tecnológico de Ciudad Madero. Cuenta además con una licenciatura en Derecho por el Centro de Estudios Superiores del Estado de Aguascalientes y actualmente se encuentra cursando la maestra en Derecho Corporativo.
Inicialmente ejerció su profesión como trabajador en Petróleos Mexicanos, posteriormente fue fundador y socio de la Asociación de Ingenieros Industriales de Aguascalientes. Fue además fundador y vicepresidente del Instituto Mexicano de Ingenieros Químicos y consejero de la Confederación Patronal de la República Mexicana (Coparmex) en Aguascalientes. 
Se desempeñó como director de Operaciones de Texas Instruments de México. Fundó y dirigió con mucho éxito la empresa de consultoría más importante del país en temas de calidad, CADEA Consultores.
Forjado profesionalmente en la Iniciativa Privada, Rubén Camarillo decide tomar parte activa en la transformación de Aguascalientes y del país, es así que decide dejar los negocios. Se desempeñó primero como Secretario de Desarrollo Economómico de Aguascalientes durante todo el gobierno de Felipe González González y de 2004 a 2006, primer gobierno panista de Aguascalientes, área en donde figuró como vicecoordinador de la Asociación Nacional de Secretarios de Desarrollo Económico del país.
El Partido Acción Nacional, lo postuló como diputado local en la 59 legislatura del Congreso de Aguascalientes, donde fue presidente de la Comisión de Gobierno y coordinador de la bancada del PAN, fue además integrante del comité estatal del PAN en Aguascalientes y Presidente interinio de dicho Comité.
Entre el 2006 y el 2012 fue elegido Senador de la República, obteniendo una de las votaciones más altas en la historia electoral del PAN en Aguascalientes con 176 mil votos. 
En el Senado de la República se desempeñó como Secretario de la Comisión de Energía, desde la que se inició el proceso reformador del sector energético nacional con las primeras reformas que dieron base a los cambios concretados recientemente.
Fue presidente de la Comisión de Relaciones Exteriores Organismos No Gubernamentales y de la Comisión de Relaciones Exteriores para América Latina y el Caribe.  Además de ser miembro de las comisiones de Comercio y Fomento Industrial y de la Reforma del Estado.
El 16 de febrero de 2009, el Coordinador del Grupo Parlamentario del PAN lo nombró vicecoordinador de la bancada panista en el senado de la república para asuntos de política exterior.
Su desempeño como legislador federal le ha valido el reconocimiento de los industriales del país con el premio “Águila Canacintra” al mérito legislativo. 
De igual forma, el dirigente nacional del PAN, Gustavo Madero, le hizo un emotivo y público reconocimiento, ante el presidente de la República  por su desempeño legislativo en la Reforma Energética. Dicho reconocimiento se realizó durante la histórica promulgación de las leyes secundarias de energía en Palacio Nacional.
Fue diputado federal de 2012 a 2015, realizando un trabajo en la coordinación de los trabajos de la reforma energética.
- Datos: Q6113181